# Nikolaj Evgrafovič Fedoseev
Nikolaj Evgrafovič Fedoseev, in russo Николай Евгрáфович Федосéев? (Nolinsk, 9 maggio 1871 – Vercholensk, 4 luglio 1898), è stato un rivoluzionario russo.
Fu uno dei primi marxisti russi, che si oppose al populismo, analizzò lo sviluppo economico e politico della Russia dal punto di vista del socialismo scientifico, e sostenne la necessità di creare un partito operaio che combattesse lo zarismo in alleanza con la classe contadina.

## Biografia
Figlio di un magistrato, studiò nel ginnasio di Kazan', da dove il 5 dicembre 1887 fu espulso per aver fatto propaganda rivoluzionaria. Nella città organizzò nel 1888 dei circoli marxisti con una biblioteca di libri proibiti e una tipografia clandestina, uno dei quali fu frequentati anche dal giovane Lenin, all'epoca residente a Kazan', che però entrò in rapporto con Fedoseev soltanto alcuni anni dopo.
Il 13 luglio 1889 Fedoseev fu arrestato e detenuto a Kazan' per più di un anno. Trasferito a San Pietroburgo e processato, fu condannato a due anni e mezzo di prigione. Liberato nel gennaio del 1892, si trasferì a Vladimir e in settembre fu tra gli organizzatori di uno sciopero a Nikol'skoe.
Di nuovo arrestato, nel corso della sua prigionia entrò in corrispondenza con Lenin, allora a Samara, inviandogli il suo manoscritto sulle Cause del declino della servitù della gleba in Russia, apprezzato da Lenin che sperò invano di poter incontrare Fedoseev.
Questi fu infatti esiliato nel novembre del 1893 a Sol'vyčegodsk e due anni dopo fu deportato in Siberia, a Vercholensk, dove, minato nella salute fisica e psichica dai disagi sofferti, si suicidò il 4 luglio 1898.